# Газовый термометр

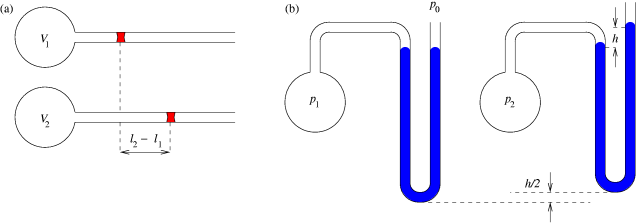
Разновидности газового термометра

Газовый термометр — прибор для измерения температуры, основанный на законе Шарля.
Благодаря тому, что в качестве наполнителя используется газ, диапазон измерений увеличивается. Такой термометр может измерять максимальную температуру в пределах от -271°C до ~1000°C, в зависимости от используемого газа в качестве наполнителя. Это позволяет использовать газовые термометры для измерения различных горячих веществ.

## Принцип работы
В конце XVIII в. 1787 году Шарль установил, что одинаковое нагревание любого газа приводит к одинаковому повышению давления, если при этом объём остается постоянным. При изменении температуры по шкале Цельсия зависимость давления газа при постоянном объёме выражается линейным законом. А отсюда следует, что давление газа (при V = const) можно принять в качестве количественной меры температуры. Соединив сосуд, в котором находится газ, с манометром и проградуировав прибор, можно измерять температуру по показаниям манометра.
В широких пределах изменений концентраций газов и температур и малых давлениях температурный коэффициент давления разных газов примерно одинаковый, поэтому способ измерения температуры с помощью газового термометра оказывается малозависящим от свойств конкретного вещества, используемого в термометре в качестве рабочего тела. Наиболее точные результаты получаются, если в качестве рабочего тела использовать водород (водородный термометр) или гелий.
Газовыми термометрами обычно пользуются только для проверки термометров другого устройства, более удобных в повседневном применении, чем газовые.